# Chatan Yara
Chatan Yara (北谷 屋良, 1740-1812, Chatan) és acreditat com el primer mestre d'arts marcials Te a Okinawa. Se'l coneix també per ser el mestre de Takahara Peichin que al seu temps va ser del sensei Kanga Sakugawa, pare del karate okinawense.